# (31664) Randiiwessen
(31664) Randiiwessen est un astéroïde de la ceinture principale.

## Description
(31664) Randiiwessen est un astéroïde de la ceinture principale. Il fut découvert le 8 mai 1999 à Eskridge par Gary Hug. Il présente une orbite caractérisée par un demi-grand axe de 2,59 UA, une excentricité de 0,05 et une inclinaison de 13,6° par rapport à l'écliptique.

## Compléments